# Paedophryne amauensis
Paedophryne amauensis là một loài nhái sinh sống ở Papua New Guinea đã được phát hiện ra trong tháng 8 năm 2009 và chính thức được mô tả trong tháng 1 năm 2012. Loài ếch này dài 7,7 mm, là loài động vật có xương sống nhỏ nhất được biết đến. Loài này có da màu nâu đỏ.

## Phát hiện
Loài nhái được phát hiện vào tháng 8 năm 2009 bởi nhà nghiên cứu bò sát Christopher Austin và Nghiên cứu sinh tiến sĩ của ông, Eric Rittmeyer trong khi trên một chuyến thám hiểm để khám phá đa dạng sinh học của Papua New Guinea. Loài mới được tìm thấy gần Amau ngôi làng ở tỉnh Trung bộ. Khám phá này được công bố trên tạp chí khoa học PLoS ONE trong tháng 1 năm 2012. 

## Hình ảnh

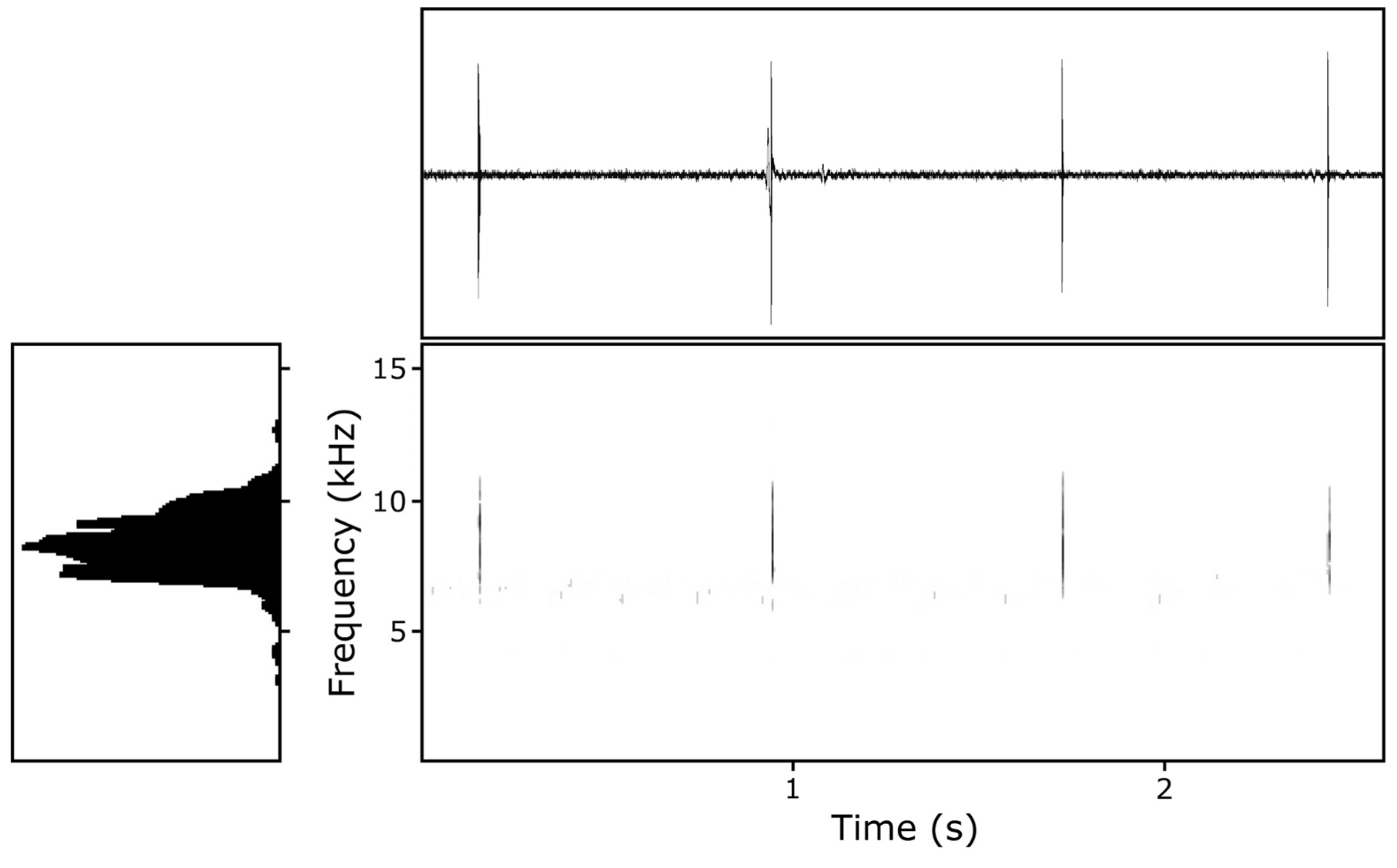
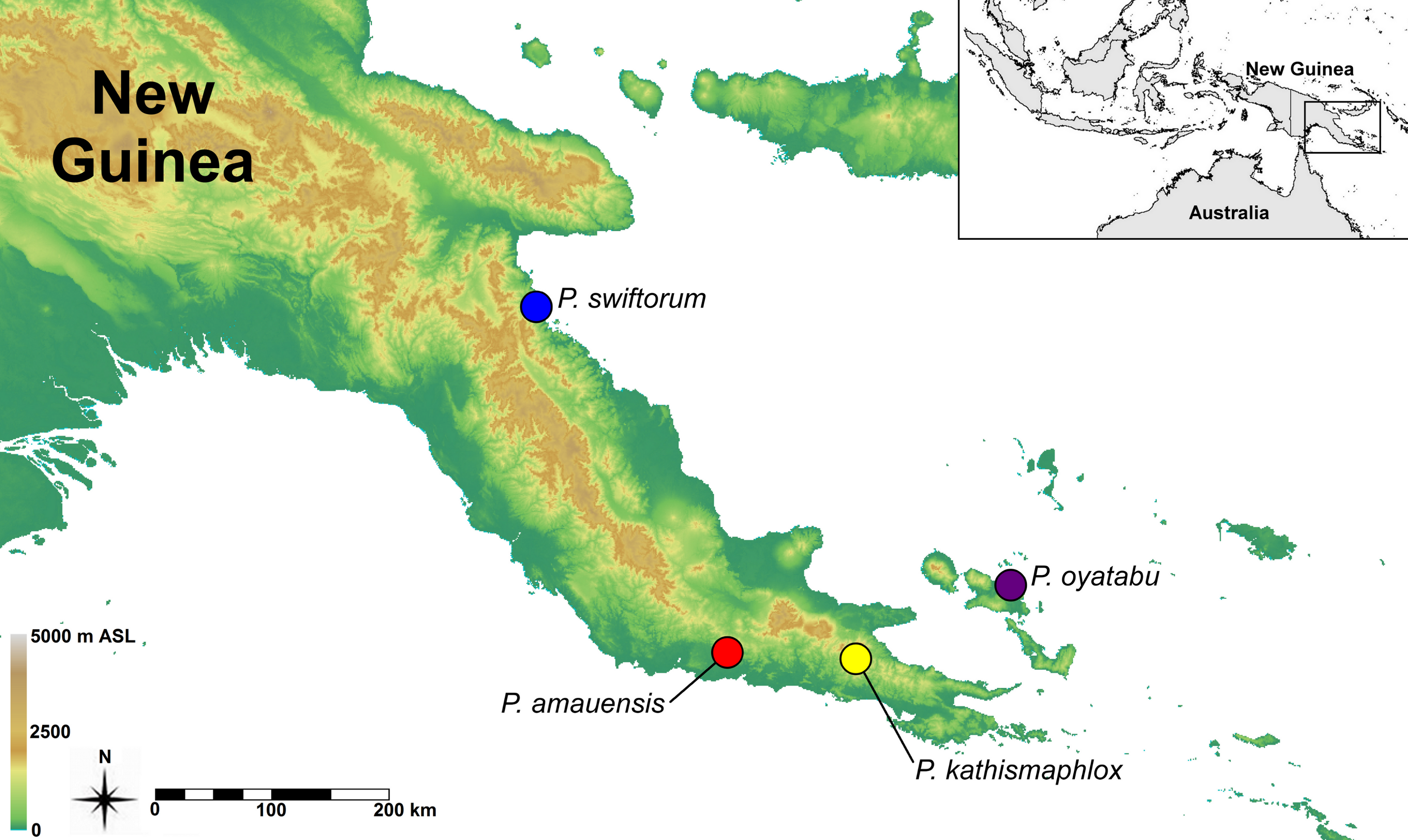

## Đặc điểm

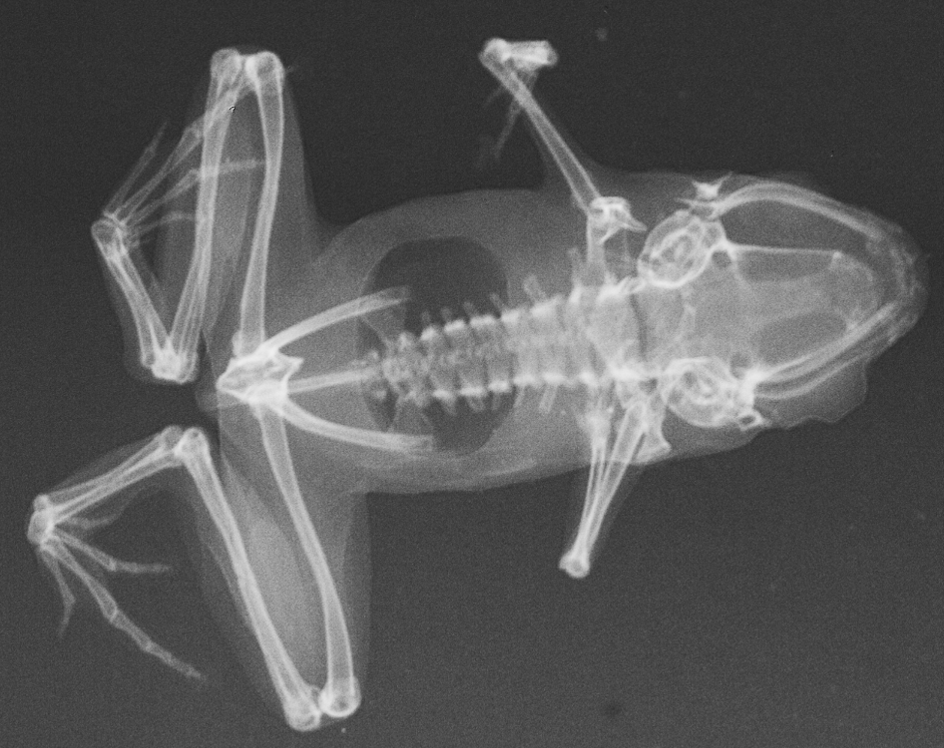
Hình ảnh tia X của Paedophryne amauensis

P. amauensis nhỏ hơn 1 mm so với loài giữ kỹ lục động vật có xương sống nhỏ nhất, một loài cá (Paedocypris progenetica) từ Indonesia. Loài nhái này sinh sống trên mặt đất, và vòng đời của nó không bao gồm giai đoạn nòng nọc. Thay vào đó, P. amauensis nở ranh thành một dạng con lớn đầy đủ nhảy được Chúng có thể nhảy cao 30 lần chiều dài cơ thể chúng. Loài nhái này hoạt động từ lúc hoàng hôn và ăn các loài không xương sống nhỏ. Con đực gọi con cái bằng một loạt âm thanh píp píp không đều như tiếng kêu côn trùng có cường độ 8400–9400 Hz.